# جيسي ستانتون
جيسي ستانتون (بالإنجليزية: Jessie Stanton)‏ هي كاتِبة أمريكية، ولدت في 1887 في بروكلين في الولايات المتحدة، وتوفيت في 1976 في نيويورك في الولايات المتحدة.